# テトラペンタコンタン
| テトラペンタコンタン | テトラペンタコンタン |
| -------------------- | -------------------- |
| CH3(CH2)52CH3        |                      |
| IUPAC名              | テトラペンタコンタン |
| 分子式               | C54H110              |
| 分子量               | 759.451172           |
| CAS登録番号          | 5856-66-6            |
| 密度と相             | 0.826 (g/cm3) g/cm3, |
| 融点                 | 94～97℃ °C           |
| 沸点                 | 596.385℃ °C          |

テトラペンタコンタン (Tetrapentacontane) とは、直鎖状のアルカンの1種。炭素原子が54個、分岐することなく一列に連なっている。分子式はC54H110。分子量は759.451172 (Da)。モル体積は919.9 (cm3/mol)。引火点は546.519 (℃)。融点は94 (℃)～97 (℃)。沸点は760mmHgにおいて596.385 (℃)。表面張力は31.5699996948242 (dyne/cm)。分極率は99.989×10-24 (cm3)。密度は0.826 (g/cm3)。気化熱は85.577 (kJ/mol)。蒸気圧は25℃において0 (mmHg)。